# 寄生獣 -ザ・グレイ-
寄生獣 -ザ・グレイ-（きせいじゅう -ザ・グレイ-）は、2024年4月5日よりNetflixオリジナルの韓国ドラマとして制作・公開された、WEBドラマシリーズ。監督はヨン・サンホ。
原作は岩明均による漫画『寄生獣』であるが、原作の主人公・泉新一が登場することなどを除いて、韓国を舞台としたオリジナルストーリーとなっている。

## 概要
原作漫画と同様に、無数の寄生生物の卵が韓国に舞い落ちたところから物語は始まるが、ドラマ冒頭において寄生生物がイベント会場で無差別殺傷事件を起こしたことから、当初から韓国政府に「寄生生物の存在」が知られることになり対策組織『グレイ』が設立されていることが、原作と大きく異なる点となっている。
本作の寄生生物は、原作では寄生生物にとってリスクのある行為とされた「人間の首を切り落として次々と宿主を乗り換えていく」ことを積極的に行うなど、原作になかった描写がなされている。また、本作のパラサイト達は、地球襲来直後から政府に存在が知られてしまったことから、その対策として当初からグループを作って行動したり、より人間臭さのある言動をしている。

## あらすじ

### シーズン1
プロローグ
ある日の深夜、無数の「寄生生物の卵」が韓国に舞い落ちる。その直後に寄生生物《パラサイト》がイベント会場で無差別殺傷事件を起こしたことから、当初から政府に寄生生物の存在が知られることになり、寄生生物対策組織『ザ・グレイ』が設立された。
グレイのリーダーである女性チェ・ジュンギョンは、夫がパラサイトに寄生され、自分の耳を切り落とされた過去があり、パラサイトを深く憎んでいた。捕獲した「彼女の元夫のパラサイト」をレーダー代わりにして、彼らはパラサイトに強襲をかけて駆逐していた。
序盤
スーパーの店員をしている20代の女性である主人公 チョン・スインは、幼い頃に母親に捨てられ、父親からは日常的に暴力を振るわれる悲痛な幼少期を過ごしていた。天涯孤独に生きる道を選んだ彼女は、「自分は誰からも愛されない人間」だと悩みながらも、生きていくために真面目に働いていた。
ある日、逆恨みしてきた通り魔に刺されて瀕死状態となったスインは、パラサイト「ハイジ」に寄生されてしまう。しかし、寄生しようとした際に、ハイジは「宿主であるスインの身体を治すため力を使った」ことで脳の乗っ取りに失敗したために、スインとハイジは奇妙な共存関係に陥ることになる。
政府によってパラサイトが認知された韓国では、パラサイト達も組織化して「セジン教会」を設立して、人間たちに対抗しようとする。さらに、政治家などの人間に寄生先を挿げ替えることによって、自分たちの安全性を得ようと画策していた。
脳を奪われなかったスインは、15分の時間制限付きで頭部を変形させることができる「変異種」として、寄生生物からも対策組織『ザ・グレイ』からも狙われることになる。姉がパラサイトに寄生され、妹を殺害されたチンピラヤクザの男性 ソル・ガンウと共に、スインはパラサイト達に立ち向かうことになる。
中盤
パラサイトに寄生されている人間だということがバレてしまったことから、スインは『ザ・グレイ』に拘束されてしまう。これまで面倒を見てくれていた刑事の叔父 キム・チョルミンの協力もあって、パラサイト襲撃のドサクサでスインは拘束から逃れる。
その後、チョルミンはパラサイトに殺害されて、パラサイトはやがて彼の身体を奪ってしまう。

## 登場人物

### 主人公
チョン・スイン
演 - チョン・ソニ
日本語吹き替え - 志田有彩
両親に見捨てられて天涯孤独に暮らし、スーパーの店員をしていた女性。その生い立ちから自分は誰からも愛されない人間と思い込むほど絶望感に溢れた人生を歩んでいる。ある日、通り魔に襲われて瀕死状態になったところを、寄生生物“ハイジ”に寄生されて運よく脳を奪われなかったことから、パラサイトと共生することになる。
ソル・ガンウ
演 - ク・ギョファン
日本語吹き替え - 子安武人
元ヤクザの下っ端。行方不明になった妹を捜索するうちに、パラサイトが集まる謎の団体「セジン教会」を追い、妹がパラサイトに殺害されていたことを知る。また、姉もパラサイトに寄生されており、パラサイトを強く憎むようになる。

### 特殊部隊「ザ・グレイ」
チェ・ジュンギョン
演 - イ・ジョンヒョン
日本語吹き替え - 佐古真弓
パラサイトの殲滅を担う特殊部隊「ザ・グレイ」のチーム長。飄々とした陽気な性格のショートカットの女性。過去にパラサイトによって夫が犠牲となり、自分も耳を切断された経験から、パラサイトを強く憎んでいる。捕獲された夫のパラサイトを「レーダー代わり」に利用するなど、狂気じみた行動を見せる。
キム・チョルミン
演 - クォン・ヘヒョ
日本語吹き替え - 落合弘治
スインの保護者代わりで、彼女を守ろうとする初老の刑事。パラサイトによって首を切断されて、パラサイトに乗り換えられてしまう。
カン・ウォンソク
演 - キム・イングォン
日本語吹き替え - 遠藤純一
チョルミン刑事の後輩。実は人間でありながら、パラサイト側の協力者である。のちに、パラサイトによって首を切断されて、パラサイトに乗り換えられてしまう。

### セジン教会
クォン・ヒョクジュ
演 - イ・ヒョンギュン
日本語吹き替え - 内田夕夜
謎の団体「セジン教会」の牧師で、パラサイトの親玉。
ギョンヒ
演 - ユン・ヒョンギル
日本語吹き替え - 水野ゆふ
ガンウの姉であったが、パラサイトに寄生されてしまう。スインを「セジン教会」に誘う。一部のパラサイトの裏切りを許すことができず、復讐を誓ってスイン達との共闘を申し出る。

### その他
イズミ・シンイチ
演 -菅田 将暉
第一シーズン最後に登場した、「誰よりもパラサイトに詳しい」という自称ルポライター。原作における泉新一であると思われるが、詳細は不明。